# Sericosema juturnaria
Sericosema juturnaria är en fjärilsart som beskrevs av Achille Guenée 1858. Sericosema juturnaria ingår i släktet Sericosema och familjen mätare. Inga underarter finns listade i Catalogue of Life.